# Jewel Carriage Company
Jewel Carriage Company war ein US-amerikanischer Hersteller von Automobilen.

## Unternehmensgeschichte
Das Unternehmen war in Carthage in Ohio ansässig. 1910 stellte es einige Automobile her. Der Markenname lautete Breeze.

## Fahrzeuge
Das einzige Modell war ein Highwheeler. Es basierte auf einem Fahrzeug der De Tamble Motor Company. Ein luftgekühlter Zweizylindermotor trieb über eine Kette die Hinterachse an. Der Aufbau war offen.